# Chequers
Chequers és la country house del Primer ministre del Regne Unit. Casa pairal originària del segle xvi, està localitzada prop del poble de Ellesborough, entre Princes Risborough i Wendover, a Buckinghamshire, Regne Unit, al peu dels turons Chilterns. És troba a uns 64 quilometres del nord-oest del Central London. Coombe Hill, una part de la propietat, està localitzat a 1,1 quilometres nord-est. Chequers ha estat la country house del Primer ministre des de 1921, després de la seva donació a la nació per Sir Arthur Lee en la llei de Chequers de 1917. La casa és llistada com a Grau I en la Llista de Patrimoni Nacional per Anglaterra.